# Vassonville
Vassonville ist ein Ort und eine französische Gemeinde mit 417 Einwohnern (Stand 1. Januar 2022) im Département Seine-Maritime in der Region Normandie (vor 2016 Haute-Normandie). Die Gemeinde gehört zum Arrondissement Dieppe und zum Kanton Luneray (bis 2015 Tôtes). Die Einwohner werden Vassonvillais genannt.

## Lage
Vassonville liegt an der Scie im Pays de Caux etwa 45 Kilometer nördlich von Rouen und etwa 42 Kilometer südlich von Dieppe. Umgeben wird Vassonville von den Nachbargemeinden Saint-Denis-sur-Scie im Norden, Saint-Maclou-de-Folleville im Süden und Osten sowie Tôtes im Westen.

## Bevölkerungsentwicklung
| Jahr                      | 1962 | 1968 | 1975 | 1982 | 1990 | 1999 | 2006 | 2013 |
| Einwohner                 | 332  | 294  | 272  | 277  | 307  | 329  | 375  | 424  |
| Quelle: Cassini und INSEE |      |      |      |      |      |      |      |      |

## Sehenswürdigkeiten
- Kirche Saint-Pierre